# Селицький Микола Олександрович
Микола Олександрович Селицький (5 квітня 1907 — 29 жовтня 1936) — радянський танкіст, лейтенант. Учасник громадянської війни в Іспанії. Герой Радянського Союзу.

## Біографія
Народився 5 квітня 1907 року у губернському місті Мінську в родині робітника. Член ВКП(б) з 1931 року. Освіта середня. До 1931 року працював помічником машиніста в депо на станції Синельникове у Дніпропетровській області.
У 1931 році був призваний до Червоної Армії. Закінчив Орловську бронетанкову школу. Проходив службу у 4-й механізованій бригаді Білоруського військового округу.
Учасник Громадянської війни в Іспанії. Прибув туди в жовтні 1936 року у складі роти Поля Армана.
29 жовтня брав участь у танковому бою біля населених пунктів Сесенья та Есківіас (30 км на південь від Мадрида). У винятково важких умовах бойової обстановки двічі атакував артилерійські позиції супротивника, знищивши батарею гірських гармат. Прорвавшись у тил, атакував резерви противника, що підходили, знищив кілька транспортних машин із боєприпасами і солдатами. Коли танк спалахнув, вистрибнув з нього і відстрілювався з пістолета. Загинув у цьому бою. У цій же битві товаришем по службі М. О. Селицького С. К. Осадчим було здійснено перший у світі танковий таран.
Постановою Центрального Виконавчого Комітету СРСР від 31 грудня 1936 року за зразкове виконання спеціальних завдань Уряду зі зміцнення оборонної могутності Радянського Союзу та виявлений у цій справі героїзм лейтенанту Селицькому Миколі Олександровичу надано звання Героя Радянського Союзу посмертно.
Нагороджений орденом Леніна.
Ім'ям М. О. Селицького названа одна з вулиць Мінська.